# HMS Smyge (1991)
HMS Smyge – szwedzki okręt do badań nad techniką obniżonej wykrywalności. Używany do badań w latach 1991–1995, później wykorzystywany jako poligon szkoły morskiej. Istnieje fundacja, której celem jest zachowanie „Smyge” w nienaruszonym stanie i prezentowanie jako „żywego” eksponatu przy muzeach i w ramach samodzielnej działalności. Jednostka należy do Flotylli Weteranów. Wnioski z eksperymentów przeprowadzonych na Smyge posłużyły przy budowie korwet rakietowych typu Visby.
Zaprojektowana w końcu lat 80 XX wieku jednostka wykonana była z laminatów, z użyciem kevlar jako katamaran. Przestrzeń między kadłubami wykorzystywana jest jak poduszka powietrzna poduszkowca, zmniejszając zanurzenie okrętu. 
Napęd stanowią dwa silniki Diesla o mocy 2040 kW każdy, napędzające 2 pędniki wodnoodrzutowe. 2 silniki Diesla po 460 kW służą do wytwarzania poduszki powietrznej. W ramach zmniejszania sygnatury cieplnej przebadano kilka metod schładzania spalin.
Jako uzbrojenie zainstalowano:
- armatę przeciwlotniczą Bofors kalibru 40 mm, w wersji Trynity. Na potrzeby projektu zainstalowano obudowę zmniejszającą powierzchnię odbicia radarowego.
- dwie wyrzutnie pocisków woda–woda RBS15
- dwie wyrzutnie torpedowe kalibru 400 mm

Wyrzutnie rakiet i torped były ukryte, do ich użycia należało otworzyć osłaniające je pokrywy.